# ハンニバル・ライジング
『ハンニバル・ライジング』（原題: Hannibal Rising）は、アメリカの小説家トマス・ハリスによる2006年の小説。ハンニバル・レクターシリーズの4作目であり、前日譚。同シリーズの主要人物ハンニバル・レクターの幼少期から青年期の出来事を描く。

## ストーリー
第二次世界大戦時代の東欧リトアニア。地域の領主で城に住まうレクター家には8歳の息子ハンニバルと娘のミーシャがいた。城は東部戦線の近くにあったため、レクター家はドイツ軍から身を守るために別荘に避難する。間もなく、城はドイツ軍に接収され、残っていた財産なども奪われてしまう。その3年後の戦争末期に今度はソ連軍が侵攻し、彼らはレクター家の別荘に水を求めて立ち寄る。そこをドイツ軍の攻撃を受け、レクター家はハンニバルとミーシャを残して全滅する。11歳のハンニバルは大切な妹を守るため必死に生きる。間もなくして対独協力者の脱走兵6名が別荘に乗り込んでくる。彼らはハンニバルらを納屋に軟禁し、水や食料を浪費する。やがて食料が尽きると、彼らはミーシャを連れ出そうとする。ハンニバルは彼らが妹を食べようとしていると気付き抵抗するが腕を折られ、気を失う。
その後、ソ連兵に発見されたハンニバルは保護され、ソ連が管理する劣悪な孤児院（元のレクター城）で暮らすことになる。失語症を患うなど、過酷な生活の中で、フランスに住む叔父のロベール・レクターがハンニバルが生きていることを知り、家に迎え入れられる。そこではロベールの妻で日本人のムラサキから様々なことを教わる。やがて成長したハンニバルは妹を殺した6人の脱走兵たちへの復讐を誓い、活動を始める。

## 執筆背景
2007年2月22日付のエンターテインメント・ウィークリー誌によれば、本作の執筆動機はハンニバル・レクターの前日譚が勝手に作られることを原作者のトマス・ハリスが危惧したためという。それによればシリーズの映画化権を持つディノ・デ・ラウレンティスが、ハリスに「（シリーズの継続のため）君がやらないなら、他の人と前日譚を作る」と示唆したため、ハリスは何かアイデアを思いつくから待って欲しいと返答した。本作の評価は賛否両論であり、ラウレンティスは自分が発破を掛けて無理に書かせたことが原因と述べている。

## 翻案作品
- 『ハンニバル・ライジング』（Hannibal Rising） - 2007年の映画。2002年の映画『レッド・ドラゴン』の続編として制作される。

## 日本語版
| 出版年 | タイトル                       | 出版社 | 文庫名   | 訳者   | ISBNコード                          | 備考 |
| ------ | ------------------------------ | ------ | -------- | ------ | ----------------------------------- | ---- |
| 2007年 | ハンニバル・ライジング（上下） | 新潮社 | 新潮文庫 | 高見浩 | 978-4-10-216703-8 978-4-10-216707-6 |      |